# Marcus Vettius Valens (Primus Pilus)
Marcus Vettius Valens (vollständige Namensform Marcus Vettius Marci filius Aniensis Valens) war ein im 1. Jahrhundert n. Chr. lebender Angehöriger des römischen Ritterstandes (Eques). Durch eine Inschrift, die auf 66 n. Chr. datiert wird, sind einzelne Stationen seiner Laufbahn bekannt. Seine Laufbahn ist in der Inschrift in aufsteigender Reihenfolge wiedergegeben.
Valens wurde wahrscheinlich zwischen 8 und 14 n. Chr. geboren. Er begann seine militärische Laufbahn als Soldat in der Cohors VIII Praetoria. Danach war er Beneficiarius eines Prätorianerpräfekten; vermutlich war dies Rufrius Pollio. Er nahm an der Eroberung Britanniens um 43 teil und erhielt dabei folgende militärische Auszeichnungen: Torques, Armillae und Phalerae. Als Evocatus Augusti erhielt er zusätzlich die Corona aurea.
Danach wurde er zum Centurio befördert und diente in Rom in den folgenden Einheiten: der Cohors VI Vigilum, der Cohors XVI Urbana sowie der Cohors II Praetoria. Er übte dort noch eine weitere Funktion aus (centurioni statorum). Als letzte Station seiner Dienstzeit in Rom war er Kommandeur der berittenen Garde (exercitatori equitum speculatorum). Eine weitere Inschrift bestätigt Valens als Centurio: Quintus Vasselius Sabinus diente vier Jahre als Soldat bei der Cohors II Praetoria in der Centurie des Vettius Valens.
Im Anschluss wurde Valens zum Stabschef des Provinzstatthalters (principi praetorii) in der Legio XIII Gemina befördert, die in der Provinz Pannonia stationiert war. Danach wurde er im Range eines Primus Pilus zur Legio VI Victrix versetzt, die in Spanien stationiert war. Für seine Leistungen in Kämpfen gegen die Asturer erhielt er ein weiteres Mal die Auszeichnungen der Torques, Armillae und Phalerae.
Als Nächstes wurde Valens Tribun; damit war auch der Aufstieg in den Ritterstand verbunden. Er übernahm in Rom die Leitung der folgenden Einheiten: der Cohors V Vigilum, der Cohors XII Urbana sowie der Cohors III Praetoria. Danach wurde er erneut Primus Pilus, diesmal bei der Legio XIIII Gemina, die in Britannien stationiert war. Zuletzt war er noch Procurator in der Provinz Lusitania; dieser Posten war mit einem Jahreseinkommen von 200.000 Sesterzen verbunden. Er kehrte danach in seine Heimatstadt zurück und wurde dort Patron (patrono coloniae).
Valens war in der Tribus Aniensis eingeschrieben. Er stammte aus Ariminum, dem heutigen Rimini, wo auch die Inschrift gefunden wurde. Bei den in zwei weiteren Inschriften aufgeführten gleichnamigen Marcus Vettius Valens handelt es sich um seine Nachfahren, darunter war Marcus Vettius Valens, ein Senator.